# Meyer Vaisman
Meyer Vaisman (Caracas, 23 de mayo de 1960) es un pintor y escultor venezolano. En la década de los 80 y 90 fue muy influyente en la escena neoyorquina del Posapropiacionismo, Simulacionismo neoabstracto y Neo Geo, cuya estética fue definida por Hal Foster como «la estética de la razón cínica». A pesar de ello, Vaisman se enfrentó críticamente a la misma escena en la que se formó, lo que diferencia su producción de la de los demás integrantes, que se mantienen en un nivel más comercial como por ejemplo, Jeff Koons. Esto ha propiciado que su obra sea menos conocida por el público general y más controvertida para determinada crítica. 

## Biografía
Su origen es judío de padres rumano-ucranianos que sobrevivieron al Holocausto. Vivió durante largo tiempo en Nueva York, donde se formó en la prestigiosa escuela de arte Parsons School of Design. En 1990 se casó con la curadora Lisa Phillips; cuando más tarde se separaron, en una entrevista en el New York Magazine, Phillips reconoce la influencia que Vaisman tenía en su toma de conciencia de la obra de artistas de otras culturas. Vaisman reside en Barcelona, España desde el año 2000.

## Obra y contextos
La primera fase de Vaisman corresponde a la producción neoyorquina de los años 80 y 90. En la escena artística de esos años destaca por las características formales de su trabajo y por la actividad expositiva que se desarrollará alrededor de su proyecto International with Monument, una “galería de artistas para artistas” que resultó un hito muy importante de su trayectoria artística. 
El simulacionismo empezó a adquirir relevancia pública alrededor de 1984-1985 en un reducido número de galerías y espacios alternativos del East Village, que fueron auspiciadas por coleccionistas y críticos como Jeffrey Deitch y Dan Cameron. Estos lugares eran entendidos casi como una obra de arte en sí mismos, donde era más importante la proyección y la promoción de los artistas que el beneficio económico inmediato y las ventas. 
En Internacional with Monument se organizó también una exposición de dibujos invisibles de Robert Smithson y lanzó a la fama artistas de peso como Peter Halley, Ashley Bickerton, Haim Steinbach y Jeff Koons. Como destaca Anna Maria Guasch en El arte último del siglo XX, este grupo no se sentía próximo ni a la corriente neoexpresionista ni a los estilos Funky, Punk, Raw y Rash surgidos en el entorno de la neobohemia East Village. A partir de una base teórica fundada en el pensamiento postestructuralista francés, apostaron por la simulación como alternativa a la obra de arte entendida en sentido tradicional. Autores y pensadores franceses como Michel Foucault, Jean-Francois Lyotard y especialmente Roland Barthes y Jean Baudrillard influenciaron a estos artistas norteamericanos, quienes hicieron suyos algunos de los principales conceptos postestructuralistas: simulación, simulacro, hiperrealidad o cultura de mercancía. 
Para Eleanor Heartney, los simulacionistas o postapropiacionistas se valen de la simulación como un medio de distanciamiento “filosófico” del viejo estilo en el arte, y a la vez distanciamiento del mundo de los productos de consumo, de las mercancías, del comercio del arte o de los elementos cotidianos del entorno. De aquí deriva el significado del objeto en las instalaciones de este grupo y de la producción temprana de Vaisman, motivadas por una “fría” y “no pasional” crítica a la sociedad capitalista, consumista y neoliberal norteamericana, atravesada por un sentimiento de resignación. Junto a esto, Hal Foster, en su libro El retorno de lo real define la producción de este grupo como arte de la razón cínica, citando el célebre texto de Peter Sloterdijk; no obstante, a pesar de ser considerados por la crítica como un mismo grupo, no todos los artistas compartían los mismos medios. Si Jeff Koons y Haim Steinbach permanecieron estancados a lo largo de casi toda su carrera con simulaciones neo-objetuales, reduciendo su trabajo a una variación de estilo, Vaisman supo transitar entre formas, medios y prácticas artísticas distintas de manera brillante. 
Después de la primera fase apropiacionista, ligada a la época neoyorquina temprana del East Village, Vaisman junto con otros artistas como Ashley Bickerton, Peter Halley, Sherrie Levine, Peter Schuyff e Philip Taafe, emprendieron una revisión pictórica de las recientes tendencias artísticas, desde el pop art al arte conceptual basado en el op art y el minimalismo, dejando de lado el papel del objeto en la sociedad capitalista. La pintura era utilizada en clave “deconstructiva”, como camuflaje, simulacro de otras formas expresivas y lenguajes que se habían vuelto poco creíbles, en una crítica, esta vez, del mismo sistema del arte. Esta tendencia fue definida como Neo Geo o Neoabstracción. 
A partir de finales de los años 90, Vaisman se retira voluntariamente de la escena artística y reduce su producción y actividad expositiva. La fecha emblemática de su retiro es 1998, cuando en la obra Self-Portrait Deceased (1998) se retrata muerto para representar su fin como artista. Su silencio y escasa presencia en la escena se ha prolongado hasta el 2011, cuando poco a poco volvió al circuito artístico a partir de una exposición titulada Ultraflat(Superflat Donkeys and Zooms) en la Galería KaBe Contemporary, en Miami. 
Desde 2013 empezó una nueva fase productiva con una serie de pinturas e impresiones que pueden ser interpretadas en relación con su anterior producción como una continuación de lo fotomecánico a lo digital.

## Exposiciones
Vaisman ha expuesto de forma individual en distintas galerías, museos y bienales y ha colaborado en diversas exposiciones colectivas, entre las cuales destaca Post Human, curada por Jeffrey Deitch, inaugurada en junio de 1992 en el FAE Musée d’Art Contemporain in Pully/Lausanne (Suiza) y que luego se pudo ver en noviembre de 1992 en el Castello di Rivoli (Italia); en la Deste Foundation for Contemporary Art de Atenas (3 de diciembre de 1992-14 de febrero de 1993); y en el Deichtorhallen Hamburg (12 de marzo - 9 de mayo de 1993). Sobre él han escrito distintos críticos, historiadores y teóricos del arte contemporáneo, y ha sido reseñado en revistas especializadas del sector como Parkett, ArtFormun o Flash Art entre otras. Vaisman junto con Ashley Bickerton, Jeff Koons y Peter Halley eran conocidos como los “cuatro fantásticos”, en parte debido a su exposición en Sonnabend Gallery en 1986, que puso en marcha el movimiento Neo Geo. Después se consagró en exposiciones individuales en las importantes galerías Sonnabend y Leo Castelli. En 1995 fue seleccionado para representar a Venezuela en la Bienal de Venecia, lo cual propició un triste incidente; el curador Jesús Fuenmayor narra en un texto de Artforum (1995) que el proyecto de Vaisman estaba compuesto por dos viviendas familiares propias del paisaje venezolano —que llevaba por título Green outside, red inside—: se trataba de una estructura previamente instalada en la Galería de Arte Nacional de Caracas que evocaba las casas de campo (chabolas) en las cuales vive la mayor parte de la población pobre venezolana. En el interior el artista reconstruyó completamente su habitación de cuando era adolescente en Caracas, completada con los muebles y decoración propia de las viviendas de la clase media-alta venezolana de los años 50. Este primer proyecto fue propuesto por Vaisman en irónico contraste con el arte apropiacionista norteamericano, al cual la crítica lo afiliaba, en una clara intención de reclamo de diferenciación geopolítica y de las diferencias socioeconómicas entre las dos realidades norte y sur americanas. Una segunda estructura presentada era un ‘palafito’ típico de los indígenas de La Laguna de Sinamaica, un lugar muy importante para la historia nacional de su país natal y del que deriva el nombre de Venezuela (“Pequeña Venecia”, como lo bautizó Americo Vespucci al llegar al Nuevo Mundo). Este segundo proyecto fue propuesto por Vaisman en contraste con la arquitectura de la laguna veneciana: el elemento arquitectónico es usado en estas obras para remarcar la diferencia entre las realidades sociopolíticas de los dos países y suscitar una reflexión sobre las posibilidades reales de integración entre el Nuevo y el Viejo Mundo, en una actitud crítica hacia la misma Bienal de Venecia. La crítica implícita en el proyecto resultó polémica para las expectativas del CONAC (Consejo Nacional de la Cultural de Venezuela), que lo había elegido en representación del país, e insistió para que Vaisman abandonara sus planes y ofreciera una propuesta alternativa. Pero él se negó a ser censurado y CONAC pidió una repetición de las elecciones por un comité distinto. Esta fue una maniobra política que llevó a Vaisman a retirarse de la Bienal. Posteriormente, en 2003 expuso en la misma Bienal con una instalación parecida a las previamente censuradas por Venezuela, en el marco de la exposición internacional colectiva Structure of Survival, curada por Carlos Basualdo, que exploraba la constelación de temas relativos a los efectos de las crisis políticas, económicas y sociales en el mundo en vías desarrollo.
En el año 2020, aceptó la invitación de Mario Pérez quien hizo la curaduría del proyecto titulado "Sin estrellas", se trataba de una exposición colectiva integrada por seis obras entre las que se encontraban dos instalaciones: "Espejo", también conocida como "Muro" de Vaisman y "Jardín seco", de Annette Lemieux, adicionalmente fue exhibida la video-instalación "Lluvia de fuego" realizada por Mario Pérez, así como los videos "Alien" de Nikola Uzunovski, "Dame un museo" de Régulo Pérez y "Arrastrar" de Eduardo Azuaje. La producción y realización de las obras se extendió hasta el año 2022 y la muestra se inauguró el 30 de julio de ese mismo año en el Museo de Bellas Artes de Caracas, la revista Estilo en el artículo escrito por Inger Pedreáñez "2022: Arte de todos los tiempos", incluyó a "Sin estrellas" entre las mejores exposiciones de 2022.

## Selección de sus principales exposiciones entre el 1987 y el 2022

### Individuales
- 2014, In The Vicinity of History, 5773  - Eleven Rivington, Nueva York, NY
- 2011, Superflat Donkeys and Zooms - KaBe Contemporary, Miami, FL
- 2009, 6:1 - Periférico Caracas, Caracas
- 2002, Al-Boroto - Casa de América, Madrid
- 2001, Meyer Vaisman - Patrick Painter Inc., Santa Monica, CA
- 2000, Meyer Vaisman - Gavin Brown's Enterprise, Nueva York, NY
- 1999, Meyer Vaisman - Galería Fortes Vilaça, São Paulo; Meyer Vaisman - Patrick Painter Inc., Santa Monica, CA
- 1997, Meyer Vaisman - Leo Castelli Gallery, Nueva York, NY
- 1996, Meyer Vaisman - 303 Gallery, Nueva York, NY
- 1994, Meyer Vaisman - Galerie Daniel Templon, Paris
- 1992, Meyer Vaisman - Leo Castelli Gallery, Nueva York, NY; Meyer Vaisman - Jablonka Galerie - Köln, Colonia; Meyer Vaisman - Turkey - Leo Castelli Gallery, Nueva York, NY; Meyer Vaisman - Galerie Daniel Templon, Paris
- 1990, Meyer Vaisman - Sonnabend Gallery, Nueva York, NY, Meyer Vaisman - Arthur Roger Gallery, New Orleans, LA; Meyer Vaisman - Jablonka Galerie - Köln, Colonia
- 1989, Meyer Vaisman - Rhona Hoffman Gallery, Chicago, IL; Meyer Vaisman - Jablonka Galerie - Köln, Colonia; The Beaver Show - Arcadia University Art Gallery , Glenside, PA
- 1988, Meyer Vaisman / MATRIX 119 - Berkeley Art Museum and Pacific Film Archive BAM/PFA, Berkeley, CA
- 1987, Meyer Vaisman - Leo Castelli Gallery, Nueva York, NY

### Colectivas
- 2022, Sin estrellas - Museo de Bellas Artes, Caracas (Venezuela)
- 2014, Textura i Trama i Abstracció - Galería Estrany de la Mota, Barcelona
- 2013, Permission To Be Global / Prácticas Globales: Latin American Art from the Ella Fontanals Cisneros Collection - CIFO - Cisneros Fontanals Art Foundation, Miami, FL; The System of Objects - Deste Foundation -, Atenas
- 2012, The Old, The New, The Different - Kunsthalle Bern, Bern
- 2011, Salvajes - Asya Geisberg Gallery, Nueva York, NY
- 2010, La Bienal Internacional de Arte Contemporáneo. ULA-2010, - La Bienal Internacional de Arte Contemporáneo, Mérida; Didácticas - Periférico Caracas, Caracas; The Incomplete – Paris - GALERIE RICHARD, Paris; Luc Tuymans: A vision of Central Europe - Brugge Centraal, Brujas; The Waste Land - White Box, Nueva York, NY; MODELOS PARA ARMAR. Pensar Latinoamérica desde la Colección MUSAC - Musac - Museo de Arte Contemporáneo de Castilla y León, Léon; Pop Life: Art in a Material World - National Gallery of Canada - Musée des beaux-arts du Canada, Ottawa, ON; Arte D - Periférico Caracas, Caracas; At the edge - Portsmouth Museum of Art, Portsmouth, NH; Pop Life - Warhol, Haring, Koons, Hirst, … - Hamburger Kunsthalle, Hamburgo
- 2009, Beg Borrow and Steal - Rubell Family Collection, Miami, FL; Pop Life: Art in a Material World - Tate Modern, Londres (Inglaterra)
- 2008, Espèces d'espace - MAGASIN-Centre National d’art Contemporain de Grenoble, Grenoble; Call it what you like - Collection Rik Reinking - Kunst Centret Silkeborg Bad, Silkeborg
- 2007, The Incomplete - CAM - Chelsea Art Museum, Nueva York, NY; Jump Cuts: Venezuelan Contemporary Art Colección Mercantil - CIFO - Cisneros Fontanals Art Foundation, Miami, FL
- 2006, busy going crazy. the Sylvio Perlstein collection - La Maison Rouge, Paris; On Second Thought - Perry Rubenstein Gallery - 527 West 23 Street, Nueva York, NY; - The Evolution of Species and Spaces in 21st-Century Art - 21c Museum, Louisville, KY
- 2005, Ecos y Contrastes - Arte Contemporáneo en la Colección Cisneros - MADC Museo de Arte y Diseño Contemporáneo, San José; Jump Cuts - Venezuelan Contemporary Art, Colección Mercantil - The Americas Society Art Gallery, Nueva York, NY, de Apertura - Espacio 1414, Santurce
- 2004, East Village USA - New Museum of Contemporary Art, Nueva York, NY; Vanitas, Eitelkeit van de Ijdelheden - IKOB – Museum für Zeitgenössische Kunst Eupen, Eupen; El final del eclipse - Centro Fundación Telefónica, Lima; Under $2,000 Albers < Zaugg - Brooke Alexander Editions, Nueva York, NY
- 2003, Yesterday begins tomorrow - Deste Foundation -, Atenas; Potential Images Of The World - Speed Art Museum, Louisville, KY; Living with Duchamp - The Frances Young Tang Teaching Museum and Art Gallery at Skidmore College, Saratoga Springs, NY; 50th International Art Exhibition Venice Biennale / Biennale di Venezia - La Biennale di Venezia, Venecia; El final del eclipse - Sala de Arte Fundación Telefónica Chile, Santiago
- 2002, Ultra Baroque: Aspects of Post-Latin American Art - Walker Art Center, Minneapolis, MN; Almost Warm and Fuzzy: Childhood and Contemporary Art - MOCA - Museum of Contemporary Art Cleveland, Cleveland, OH; Almost Warm and Fuzzy: Childhood and Contemporary Art - Brooks Museum of Art, Memphis, TN; El final del eclipse - Museo Extremeño e Iberoamericano de Arte Contemporáneo MEIAC, Badajoz; Popcorn and politics -Activists of Art - Kiasma - Museum of Contemporary Art, Helsinki; Rotativa - Fase 2 - Galería Fortes Vilaça, São Paulo
- 2001, Shortcuts - Deste Foundation -, Atenas; Almost Warm and Fuzzy: Childhood and Contemporary Art - Art Gallery of Hamilton, Hamilton, ON; Almost Warm and Fuzzy: Childhood and Contemporary Art - Crocker Art Museum, Sacramento, CA; Da Adversidade Vivemos - Artistes d'Amérique latine - Carte blanche à Carlos Bas - Musée d´Art Moderne de la Ville de Paris - MAM/ARC, Paris; Almost Warm & Fuzzy - CaixaForum Barcelona, Barcelona; Group Show with Trans editions - - Chac Mool Gallery, Los Angeles, CA (closed); Almost Warm and Fuzzy - MoMA PS1, Nueva York, NY
- 2000, Fugitive Sites - New Contemporary Art - inSite, San Diego, CA; Almost Warm and Fuzzy: Childhood and Contemporary Art - Scottsdale Museum of Contemporary Art - SMoCA, Scottsdale, AZ; Ultra Baroque - Aspects of Post-Latin American Art - Museum of Contemporary Art San Diego - MCASD La Jolla, La Jolla, CA; Portraits of Leo - Leo Castelli Gallery, Nueva York, NY; Almost Warm and Fuzzy: Childhood and Contemporary Art - Tacoma Art Museum, Tacoma, WA; Demostrationräume / A case Study - Or Gallery - Vancouver, Vancouver, BC
- 1999, Almost Warm and Fuzzy: Childhood and Contemporary Art - Des Moines Art Center, Des Moines, IA; POOLS & OTHER OBJECTS - Galerie Asbæk, Copenhague
- 1998, High Art/High Jinks in Contemporary Art - MFA - Museum of Fine Arts, Boston, Boston, MA; Figurative Sculpture - Patrick Painter Inc., Santa Monica, CA
- 1997, 1. Bienal do Mercosul - Bienal do Mercosul, Porto Alegre; no place (like home) - Walker Art Center, Minneapolis, MN
- 1996, Sin Fronteras/Arte Latinoamericano Actual - Museo Alejandro Otero, Caracas; a/drift - Hessel Museum of Art & Center for Curatorial Studies Galleries at Bard College, Annandale-on-Hudson, NY; Interzones - Uppsala Konstmuseum, Uppsala; Patrick Painter - Tomio Koyama Gallery - Tokyo, Tokyo; Interzones - Kunstforeningen GL Strand, Copenhague
- 1994, The Social Fabric - Arcadia University Art Gallery , Glenside, PA; Transformers - Hessel Museum of Art & Center for Curatorial Studies Galleries at Bard College, Annandale-on-Hudson, NY
- 1993, Editioned Objects - Greg Kucera Gallery, Seattle, WA; The Rome Project - David Winton Bell Gallery, Providence, RI; Post Human − Neue Formen Der Fuguration In Der Zeitgenössischen Kunst - Deichtorhallen Hamburg, Hamburgo, The Economy of Elegance - Tony Shafrazi Gallery, Nueva York, NY
- 1992, Post Human - Deste Foundation for Contemporary Art, Atenas
- 1991, Altrove - Centro per l´Arte Contemporanea Luigi Pecci, Prato, PO
- 1990, tryk ok múltiples - Galleri Susanne Ottesen, Copenhagen, art de la distinction ? - Abbaye St André - Centre d'art contemporain Meymac, Meymac, Group Exhibition - Leo Castelli Gallery, Nueva York, NY;
- 1989, Group Drawings Exhibition - Leo Castelli Gallery, Nueva York, NY; Rosenquist, Kosuth, Vaisman - Leo Castelli Gallery, Nueva York, NY;
- 1988, THE BiNATIONAL - American Art of the late 80's - Kunsthalle Düsseldorf, Düsseldorf ; Collection Sonnabend - CAPC - Musée d'art contemporain, Burdeos
- 1987, Colección Sonnabend. 25 años de selección y de actividad - Museo Nacional Centro de Arte Reina Sofía, Madrid